# Николев, Николай Петрович
Никола́й Петро́вич Ни́колев (10 (21) ноября 1758 — 24 января (5 февраля) 1815, Москва) — поэт и драматург, член Академии Российской.
По отцовской линии — родственник княгини Е. Р. Дашковой, которая и ввела его в общество самых высокопоставленных семей Екатерининского времени. Отец — генерал-майор Преображенского полка, происходил из дворянского рода, который вёл начало от переселившегося в Россию в XVII в. французского полковника Д. Николь-Деманора; мать — купеческого сословия.

## Биография
Когда Николаю Николеву было пять лет, Дашкова обратила на него внимание и взяла на воспитание: было «прилагаемо особенное старание дать ему должные познания в математике и словесности, к чему он имел особенную склонность, и в продолжение своего воспитания сверх языка отечественного, столько успел в литературе французской и итальянской, что мог не токмо свободно объясняться в разговорах, но и писать на сих двух языках». Благодаря покровительству Дашковой был знаком с самыми выдающимися и именитыми семьями времени. Дашкова, не только читавшая, но лично знавшая и Дидро и Вольтера, первая познакомила Николева с просветительской литературой.
Пятнадцати лет он был зачислен в гвардию. По свидетельству С. А. Маслова, «Н. женился на княжне Е. А. Долгорукой на двадцать седьмом году, но, по записям в дневнике П. Лаврова, женитьбу Н. можно отнести к самому кон. 1777 — нач. 1778» (см.: Рус. арх. 1878. № 8. С. 445, 448). В связи с этим несоответствием в датах год рождения писателя, указанный его биографом Масловым (1758), можно считать неточным. По мнению М. Альтшуллера, временем рождения Николева с наибольшей вероятностью следует считать самое начало 1750-х гг. Во время службы, очевидно в 1778, находился в Крыму. В возрасте 20 лет у него начались проблемы со зрением. До 1785 г. был на военной службе, возвращаясь курьером в Петербург, он сильно простудился. В связи с этим ухудшилось его зрение, он ослеп и вышел в отставку в чине майора; с 1801 г. безвыездно жил в Москве и подмосковной усадьбе, где имел свой театр.
С 1792 член Академии Российской. В 1811 был принят почетным членом в Общество любителей российской словесности при Московском университете и избран почетным членом Беседы любителей русского слова.

## Литературная деятельность
В раннем возрасте пристрастился к литературной деятельности, одно из его первых сочинений «Сатира на развращенные нравы нынешнего века» (1770), но в печати впервые появились при Екатерине II в «Новых Ежемесячных Сочинениях» за 1790 г.. Он писал классические оды (в «Лиро-дидактическом послании» Е. Р. Дашковой (1791) выступил с защитой принципов классицизма), постепенно в его творчестве все больше места занимали другие направления, в частности, развивающийся тогда сентиментализм. Сочинял эпиграммы, стихи, шуточные стихи и послания, драмы, считался одним из основных авторов русской сцены.
В 1795—1798 гг. вышли в свет 5 томов его произведений под общим заголовком «Творения»: 1) оды духовные, 2) оды, посвященные Екатерине II, 3) оды на общие нравственные темы и 4 и 5) разнообразные стихотворения, преимущественно любовные. В одах (их всего 24, посвящены Екатерине II) Николев выступал как эпигон Ломоносова, в других стихотворениях подражал Державину.
Впоследствии появились в печати: «Торжественное венчание Павла I» (1798), «Речь крестьянам Верейской округи» (1812), «По поводу кончины М. И. Голенищева-Кутузова» (1813) и др.
Николев писал шуточные стихи и песни в народном духе, из которых две действительно распространились в фольклоре: «Взвейся, выше понесися» и «Вечерком румяну зорю».
В 1812 году, во время войны с Наполеоном, Николев помогал приходившим к нему раненым солдатам, «принимая, кормя, поя, леча и похороняя их». Вынужденный наконец оставить своё имение из-за приближающихся французских солдат, он переселился с семьей в Тамбов, откуда вернулся сразу по окончании войны.

### Драматургия
Особую известность приобрёл в качестве драматурга. Его драмы регулярно ставились на сценах современных театров и пользовались неизменным успехом. Были напечатаны отдельным изданием в «Российском Феатре». Драматургическое наследие составляют:
- драмы «Самолюбивец», «Феникс» (1779);
- комедии — типичные pièces d’intrigue, — с основополагающим сюжетом, без бытового содержания: «Попытка не шутка, или Удачный опыт» (1774), «Испытанное постоянство» (1776, представлена в домашнем театре князя П. М. Волконского, посвящена княжне В. П. Волконской, принимавшей участие в спектакле), «Самолюбивый стихотворец» (в главном герое Надмене современники узнали А. П. Сумарокова, поставлена 15 июня 1781 года в Петербурге. А. А. Шаховской сообщает, что при представлении «в первый раз послышался в русском театре мстящий за Сумарокова свист. Говорят, что он раздался из ложи дочери его, К. А. Княжниной, и повторился во многих местах и многими зрителями, оскорблёнными поруганием отца нашего театра» (Репертуар рус. театра. 1840. Ч. 2. С. 3). П. Н. Арапов передаёт: «Княжнина <…> послала своего сына Александра в парадиз, чтоб он свистнул по окончании спектакля; он это исполнил с некоторыми приятелями, публика поняла насмешку, свист усилился, и „Самолюбивого стихотворца“ уже не давали». В ответ Николев осмеял дочь Сумарокова в притче «Мартышка» и в эпиграмме «В уединение ко мне доходит слух…»[3][6]); «Победа невинности, или Любовь хитрее осторожности» (премьера после смерти автора 20 октября 1815 года в Петербурге).
- комические оперы: «Розана и Любим» с музыкой композитора Керцелли (1776, постановка в 1778 году в Москве в Петровском театре, в Петербурге — 6 декабря 1780 года; опубликована в 1781 году — в предисловии автор отметил особенно хорошую игру Ожогина в Петровском театре Медокса, побудившую его переработать текст); «Приказчик», драматическая пустельга в одном действии с музыкой Ж.-Ф. Дарси, 1781, постановка — Вольный московский театр; написана на сюжет пьесы Ж.-Ф. Пуллена де Сен-Фуа «Юлия»); «Точильщик» (переработка оперы Филидора, 1780; постановка в Москве 27 апреля 1783 года); «Опекун-профессор, или Любовь хитрее красноречия» (постановка 4 декабря 1784 года).
- трагедии: «Пальмира», «Сорена и Замир» (1784, поставлена в 1785 году, опубликована в 1787 году), «Святослав» (1805, поставлена в собственном домашнем театре автора под Москвой).

Кроме того, П. Н. Арапов упоминает пьесу «Сорока», которая, по его уверениям, «имела большой успех», но других сведений об этой пьесе не найдено.
У современников, в своём кругу пользовался особой любовью и уважением; был прозван «русским Мильтоном», по аналогии с английским поэтом, также слепцом. Его сподвижники несколько лет после его смерти собирались в особые заседания (беседы) в честь его, описанные в «Сыне Отечества» (1817 г., ч. XXXVI), «Русском Вестнике» (1819 г., № 23 и 24) и в особой брошюре «Памятник друзьям Николева» (1819). Особенно покровительствовал ему Павел I, называвший его «L’aveugle clairvoyant»(фр.: слепой ясновидящий).
Тем не менее многое из творчества осталось неизданным.

## О творчестве Николева
Д. П. Горчаков характеризовал Николева следующим образом в примечании к стихотворению «Он и я»: 
«Лучший наш трагик, оставивший далеко за собою в сем роде г-на Сумарокова и прочих и почти равняющийся с г-ном Ломоносовым» (Поэты-сатирики (1959). С. 114). 
Журнал «СПб. Меркурий» (издатель А. И. Клушин) от 1793, ч.3, опубликовал «Сатиру» Горчакова, где Николев наряду с Ломоносовым провозглашался образцом для подражания.
Несколько раз его приглашал к сотрудничеству Карамзин, однако на обеде у Карамзина по случаю начала издания между хозяином и Николевым произошёл обмен некоторыми колкостями. В результате дело разладилось.
Стихи Николева пародировал Г. Р. Державин («На „Рондо Петру Великому“»), относившийся к творчеству Николева весьма иронически.
М. А. Дмитриев, считая сочинения Николева «слабыми и вялыми», отзывался о нём как о «человеке ума тонкого и остроумном».

Литературная энциклопедия:
Произведения Н. наполнены прославлением российской действительности. В комических операх Н. встречаются выпады против городской жизни; наряду с этим идиллически изображается «счастливая» жизнь крестьян под властью «доброго» помещика, вплоть до готовности их «помереть за него».

Учебник «История русской литературы XVIII века», автор Орлов П. А.: 
Оппозиционность Николева весьма умеренна. Как и все просветители, он осуждал деспотизм, но его вполне устраивала монархическая форма правления. Русское государство, писал он, «есть монархическое, а не деспотическое (так, как иностранные писатели ложно о том думали) паче при владении Екатерины II, запретившей верноподданым своим называться рабами; паче после премудрого Наказа, сочинённого сердцем богачеловека» (Николев Н. П. Творения. М., 1796. Т. 3. С. 296). Обличительные тирады николевских героев в адрес тиранов отличаются хотя и эффектным, но довольно отвлеченным пафосом. 